# Grelotte
Grelotte is een Belgisch bier van hoge gisting.
Het bier wordt gebrouwen in Brasserie Grain d'Orge te Homburg.
Het is een donkerbruin kerstbier met een alcoholpercentage van 9%.